# 1310

## Събития
- 11 май – Край Париж 54 тамплиери са изгорени на клада по обвинения в ерес.

## Родени
- Урбан V, римски папа
- 30 април – Кажимеж III, крал на Полша.